# Somdy Douangdy

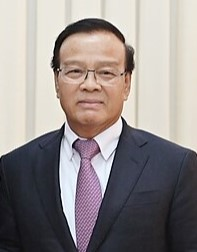
Somdy Douangdy

Somdy Douangdy (tiếng Lào: ສົມດີ ດວງດີ, sinh 1952) là một nhà kinh tế và chính trị gia người Lào. Ông là Bộ trưởng Bộ Tài chính Lào từ năm 2007 đến năm 2011 và từ năm 2016 đến nay. Ông sinh ra tại tỉnh Savannakhet vào năm 1952. Ông là Bộ trưởng Bộ Kế hoạch và Đầu tư từ năm 2012 đến năm 2016.